# Península de Karaburun (Albânia)
A Península de Karaburun (em albanês:  Gadishulli Karaburun) é uma península no sudoeste da Albânia, em frente à cidade de Vlora. Faz fronteira com a parte sul da baía de Vlorë a partir do mar e forma a borda oriental do Estreito de Otranto, que tem apenas 71 km de largura no seu ponto mais estreito. Do norte, o Mar Adriático encontra-se no Cabo Kepi Gjuhz's e com o Mar Jónico a sul.

## Geografia
A Península de Karaburun tem cerca de 15 km de extensão e tem entre 3 e 4,5 km de largura. A área da península a norte-noroeste é de 62 km2. A geologia é dominada por calcário poroso.
Karaburun pertence às Montanhas Ceraunian, que correm abruptamente ao longo da costa sul da Albânia e dividem-se em duas cordilheiras no Mali i'ik's a leste da passagem de Llogara. Juntamente com a cordilheira de Rrza e Kanalit, que é seguida para o sul, a Península de Karaburun forma as montanhas Acroceraun ian, a cadeia ocidental perto da costa. As elevações mais elevadas são as Maja Aders (839 m de altitude) e a Maja e Flamurit (826 m de altitude), que formam uma ponta dupla. A sul do Maja e Flamurit, o terreno desce abruptamente até ao planalto de Ravena (Mali Raven's) a uma altitude de 200 a 300 metros, de forma a subir abruptamente no seu lado sul até à cordilheira do Rréza e Kanalit, cujos picos têm entre 800 e 1500 metros de altitude. O Rréza e Kanalit termina na Passagem de Llogara, onde o Acroceraunic encontra o Ceraunian.
As montanhas da península de Karaburun têm declives bruscos no seu lado oeste. A costa da península é muito rochosa e íngreme, especialmente no oeste e norte. Cada incisão do terreno na montanha forma uma pequena baía. Ao longo deste penhasco há numerosas grutas. A mais famosa é a Gruta Haxhi Ali, a maior gruta marítima da Albânia. Tem 30 metros de profundidade, 10 a 15 metros de altura e cerca de nove metros de largura.  A costa leste é menos íngreme e tem várias baías com praias. O ponto mais a norte é o Cabo Kepi i Gallovecit. A pouco mais de 3 km a sudoeste, encontra-se o Kepi Gjuhzas, o ponto mais ocidental da Albânica continental. Apenas a pequena ilha de Sazan se estende mais para oeste. Fica para além do chamado Canal Mezo, a cerca de 5 km a norte de Karaburun, na saída da baía de Vlora.
Como há muito pouca água em Karaburun, a península está desabitada. No entanto, tal como a ilha de Sazan, é utilizada pelo exército albanês. O único acesso à península é através da base naval de Pashaliman, no extremo sul da baía de Vlora, perto de Orikum. De lá, uma rota simples leva ao longo da costa leste até os Kepi Gjuhzs.

## Galeria

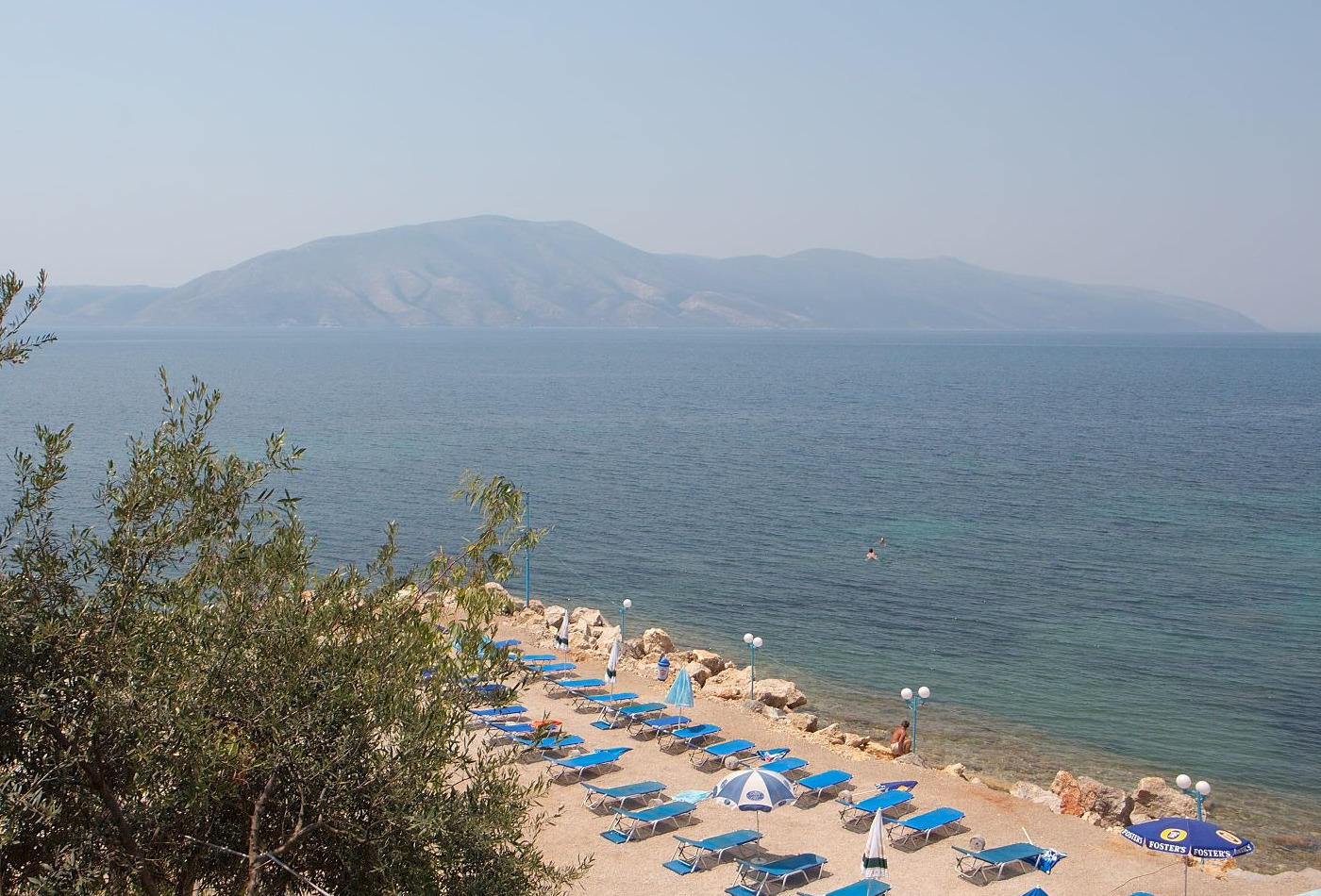
A península
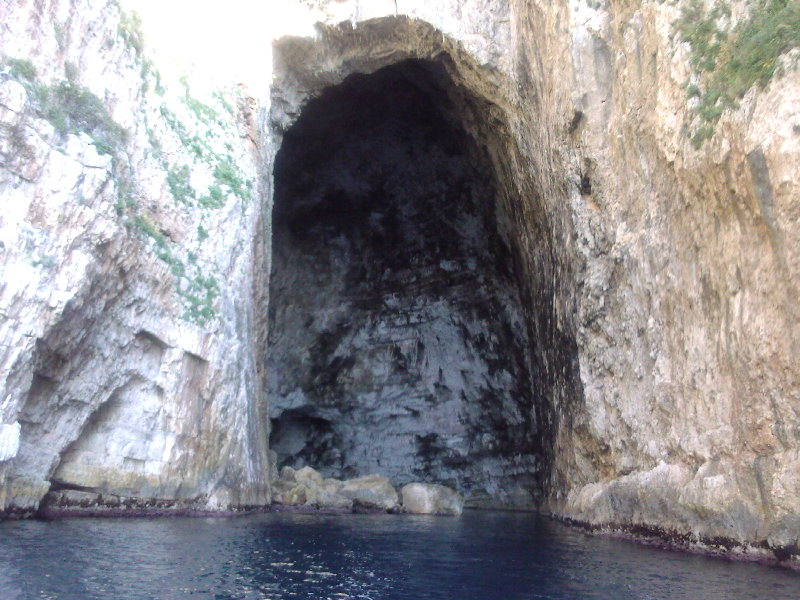
Entrada da gruta Haxhi-Ali-Höhle
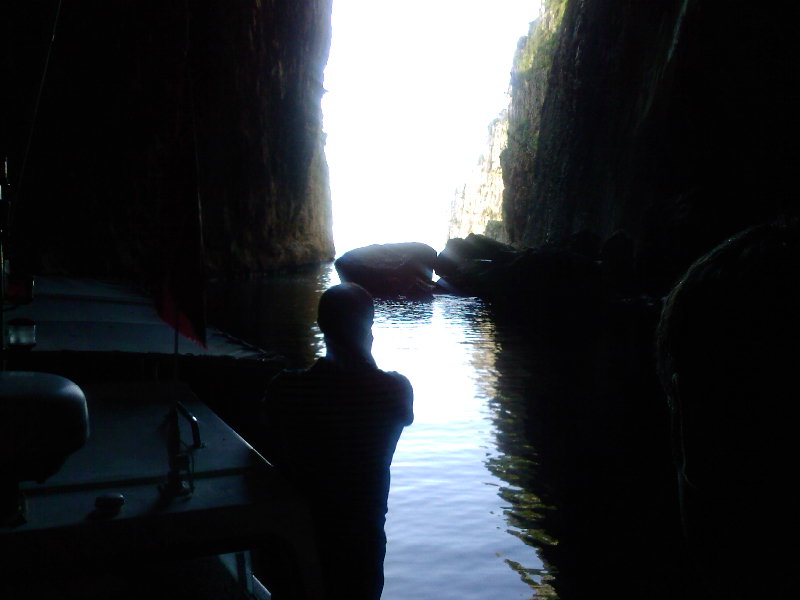
Interior da gruta Haxhi-Ali-Höhle